# 荒木博志
| (26887) 東京ジャイアンツ[1]                         | 1994年10月14日 |
| (46632) RISE[1]                                     | 1994年10月14日 |
| (100267) JAXA[2]                                    | 1994年10月14日 |
| 1 共同発見者: 佐藤勲 2 共同発見者: 佐藤勲、安部正真 |                |

荒木 博志（あらき ひろし）は日本の天文学者。総合研究大学院大学の助教授。国立天文台の水沢VLBI観測所で月探査プロジェクトの主任研究員や助教として勤務し、はやぶさミッションの科学チームのサブリーダーであった。また、3つの小惑星を発見している。月周回衛星「かぐや」レーザ高度計(LALT)主任研究者として観測所の同僚と共同で、月の詳細な地形図を作製した。

## 来歴
1995年に東京大学にて理学博士を修める。翌年から国立天文台水沢観測センターの助手となり、2004年には国立天文台水沢観測所(RISE推進室) の主任研究員となる。2008年からは国立天文台RISE月探査プロジェクト助教となり、2012年からは同月惑星探査検討室の助教を務めた。

## 論文
- 博士論文『月震発生様式の解明とそのLUNAR-A計画における月震観測への適用』1995年3月29日、東京大学。
- 荒木博志、田澤誠一・野田寛大・ほか「「かぐや」搭載レーザー高度計(LALT)によって明らかにされた月の形状と地形」『測地学会誌』第55巻第2号、測地学会、281-290頁、ISSN 0038-0830。
- 神谷泉、荒木博志・祖父江真一「『「かぐや」が見た月の地形』の作成」『地図 = Map』第47巻第1号、日本国際地図学会、2009年3月31日、33-34頁、ISSN 00094897、NAID 10024831507。